# Francis Zachariae (fabrikant)
 Der er flere personer med dette navn, se Francis Zachariae.
Francis James Zachariae (født 29. marts 1852 i København, død 9. september 1936 i Fredensborg) var en dansk fabrikant, grosserer, bogudgiver og filantrop.
Hans forældre var læge, senere karantænelæge Georges James Zachariae (1818-1888) og Margaret Fanny Lang (1825-1909). Han tog den udvidede præliminæreksamen 1868 og stod dernæst i handelslære hos S. Seidelin, Benny Goldschmidt og Robinow & Majoribank i Glasgow. 1872-74 var han ansat i Landmandsbanken, og 1874 etablerede han en fabrik for herretøj i København, som han senere supplerede med et detailudsalg på Kultorvet. Zachariae fik stort held med fabrikken og samlede sig en anselig formue. 1892 stiftede han Foreningen af københavnske Fabrikanter af Herreklæder, hvor han var formand i årene 1911-20.
Samtidig havde Zachariae også kulturelle og filantropiske interesser. Således købte han i 1894 Skansebakken ved Hillerød for at bevare udsigten og naturen og lod den indvie som en folkepark i 1935 efter at have erhvervet arealet omkring den. I 1919 købte han Asminderød Kirke, fik den restaureret og forærede kirken til menigheden plus en kapital til fremtidig vedligeholdelse. I 1931 stiftede han Nelly Zachariaes Mindelegat på oprindeligt ca. 1.300.000 kr. til hjælp for mennesker, der var kommet i social nød. I 1925 var han stifteren af institutionen Olaf Poulsens Minde i Fredensborg, hvor han havde boet siden 1899. Han var formand for byens grundejerforening 1905-21.
Zachariae huskes i dag hovedsageligt for det topografiske og lokalhistoriske værk om København kaldet Før og Nu. Han havde udsendt forskellige reklameblade fra sin forretning med gengivelser af gamle københavnske prospekter og blev inspireret til at udgive et samlet topografisk-historisk værk om København. Før og Nu (I-IX, 1915-23; supplement, I-II, 1924—27) udkom fra 1915 indtil 1927. Selve værkets tekster er af svingende værdi, mens billeddokumentationen er mere værdifuld. Titlen inspirerede i 1987 Bo Bramsen til at kalde sit bogværk om København København før og nu – og aldrig. Zachariae blev Ridder af Dannebrog 1922.
Han blev gift 1. gang 1. februar 1878 i Sankt Pauls Kirke med Adriane (Addy) Louise Beckett (28. februar 1851 på St. Croix – 7. juni 1910 i København), datter af købmand Francis Beckett og Ann Eliza Lang (1822-1889). 2. gang ægtede han 4. juni 1915 i Holmens Kirke Nelly Mathilde Christophersen (1. januar 1879 i Ringsted – 6. marts 1931 i København), datter af handelsgartner Peter Julius Christophersen (1845—1905) og Marie Kirstine Christoffersen (1853-1900).
Han er begravet på Asminderød Kirkegård.